# 리투아니아 대공국
리투아니아 대공국(리투아니아어: Lietuvos Didžioji Kunigaikštystė 리에투보스 디조이 쿠니가익슈티스테)은 12세기~13세기부터 1569년까지 리투아니아 지역을 중심으로 존재한 유럽 국가를 가리킨다.
1569년 루블린 연합 이후에는 폴란드-리투아니아 연방의 영토 일부로 존재하다가, 1791년 5월 3일 헌법에 따라 단일 국가의 선호로 인해 철폐되었다. 리투아니아 대공국은 아욱슈타이티야 출신의 발트족 계열인 리투아니아인들이 세웠다.

## 같이 보기
- 크림반도
- 벨라루스의 역사
- 리투아니아의 역사
- 우크라이나의 역사
- 벨라루스의 군주
- 리투아니아의 군주
- 우크라이나의 군주
- 벨라루스
- 리투아니아
- 우크라이나